# 위상속도
파동의 위상속도(phase velocity)는 파동이 모든 매체에서 전파되는 속도이다. 이는 파동의 한 주파수 성분의 위상이 이동하는 속도이다. 이러한 구성 요소의 경우 파동의 특정 위상(예: 마루)은 위상 속도로 이동하는 것으로 나타난다. 위상속도는 파장 λ(람다)와 시간 T라는 용어를 사용하여 다음과 같이 주어진다.
{\displaystyle v_{\mathrm {p} }={\frac {\lambda }{T}}.}
이와 동등하게, 단위 시간당 각도 변화를 나타내는 파동의 각주파수 Ω와 단위 공간당 각도 변화를 나타내는 파수(또는 각파수) k로 환산하면 다음과 같다.
{\displaystyle v_{\mathrm {p} }={\frac {\omega }{k}}.}

## 같이 보기
- 체렌코프 효과
- 분산 (광학)
- 군속도
- 전달 지연
- 파동
- 플랑크 상수
- 빛의 속력
- 물질파